# Tom Smith (Musiker)
Thomas „Tom“ Michael Henry Smith (* 29. April 1981 in Northampton, England) ist ein englischer Musiker, Songwriter und Frontmann der Indie-Band Editors.

## Werdegang
Tom Smith wurde am 29. April 1981 in Northampton geboren. Aufgewachsen ist er in Stroud (nahe Bristol), wo seine Eltern als Lehrer arbeiten. Als Kind spielte er zunächst Trompete, später Gitarre. Beim Studium der Musiktechnologie an der Staffordshire University in Stafford lernte Smith die anderen Gründungsmitglieder der Editors kennen. Während des Studiums jobbte Smith in einem Callcenter (zusammen mit Editors-Bassist Russell Leetch). Die Band ließ sich in Birmingham nieder. Mittlerweile lebt Smith mit der ehemaligen BBC Radio 1-Moderatorin Edith Bowman in Nord-London. Das Paar hat zwei Söhne und ist seit Dezember 2013 verheiratet.

## Schaffen

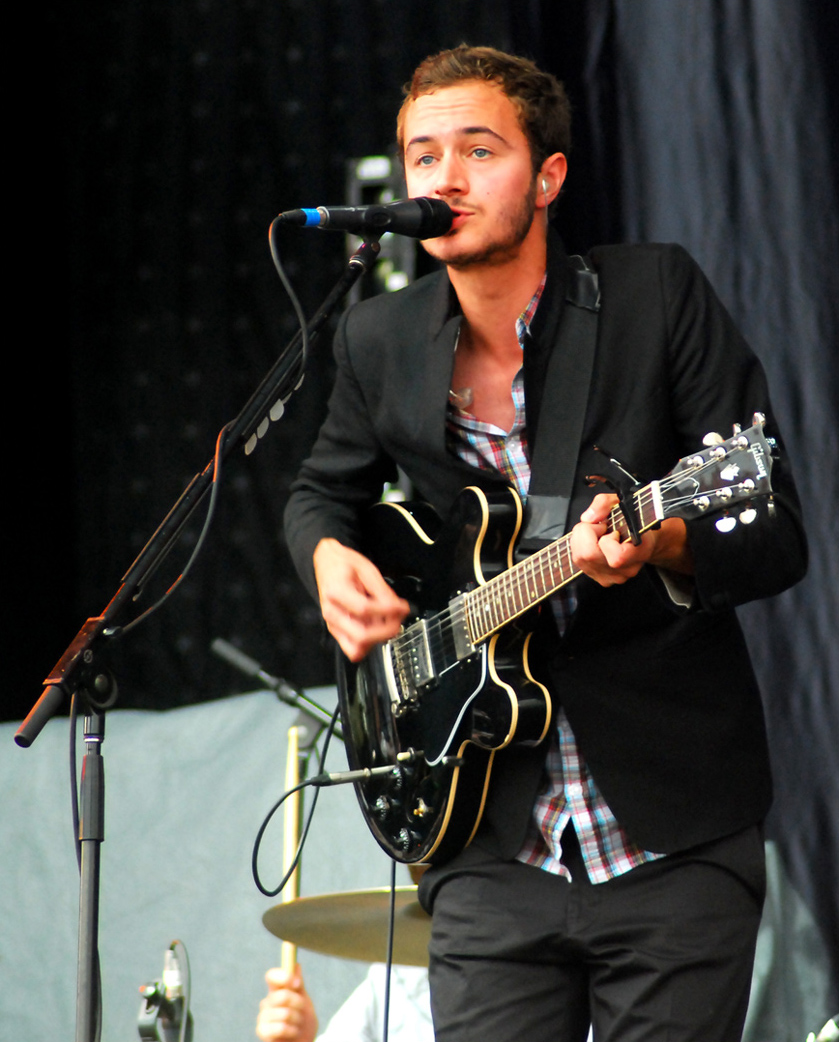
Tom Smith (2008)

Als Frontmann der Editors spielt Smith Gitarre und Klavier/Synthesizer. Seine Stimmlage ist Bariton, seit dem Editors-Album In This Light and on This Evening (2009) singt er auch gelegentlich im Falsett. Dem Vergleich der Zeitung Mirror nach verfügt Tom Smith mit 4,75 Oktaven über den größten Stimmumfang unter britischen Sängern.
2008 steuerte er einer britischen Benefiz-CD ein Cover des Prefab-Sprout-Titels Bonny bei. Im November 2011 veröffentlichte er mit Andy Burrows (ehemals Razorlight) das weihnachtliche Album Funny Looking Angels. Für einzelne Titel arbeitete er auch als Sänger oder Songschreiber mit anderen Bands zusammen: Für den Titel Executive, erschienen 2009, war er Gastsänger bei der englischen Band Cicada. 2010 arbeitete er mit Tired Pony für den Titel The Good Book, 2011 folgten Joshua mit The Japanese Popstars und The Call mit Raized by Wolves, 2012 The Lovers mit Indochine sowie eine Zusammenarbeit mit Casper (Lux Lisbon, veröffentlicht 2013).
2014 übernahm er den Refrain der Single Singing Man von Magnus und setzte die Zusammenarbeit mit Andy Burrows bei dessen Song Watch Me Fall Again fort. Weitere Veröffentlichungen sollen 2018/19 folgen. Außerdem tritt Tom Smith gelegentlich auch solo live auf, zum Beispiel 2012 bei der Label-Nacht PIAS Nites.

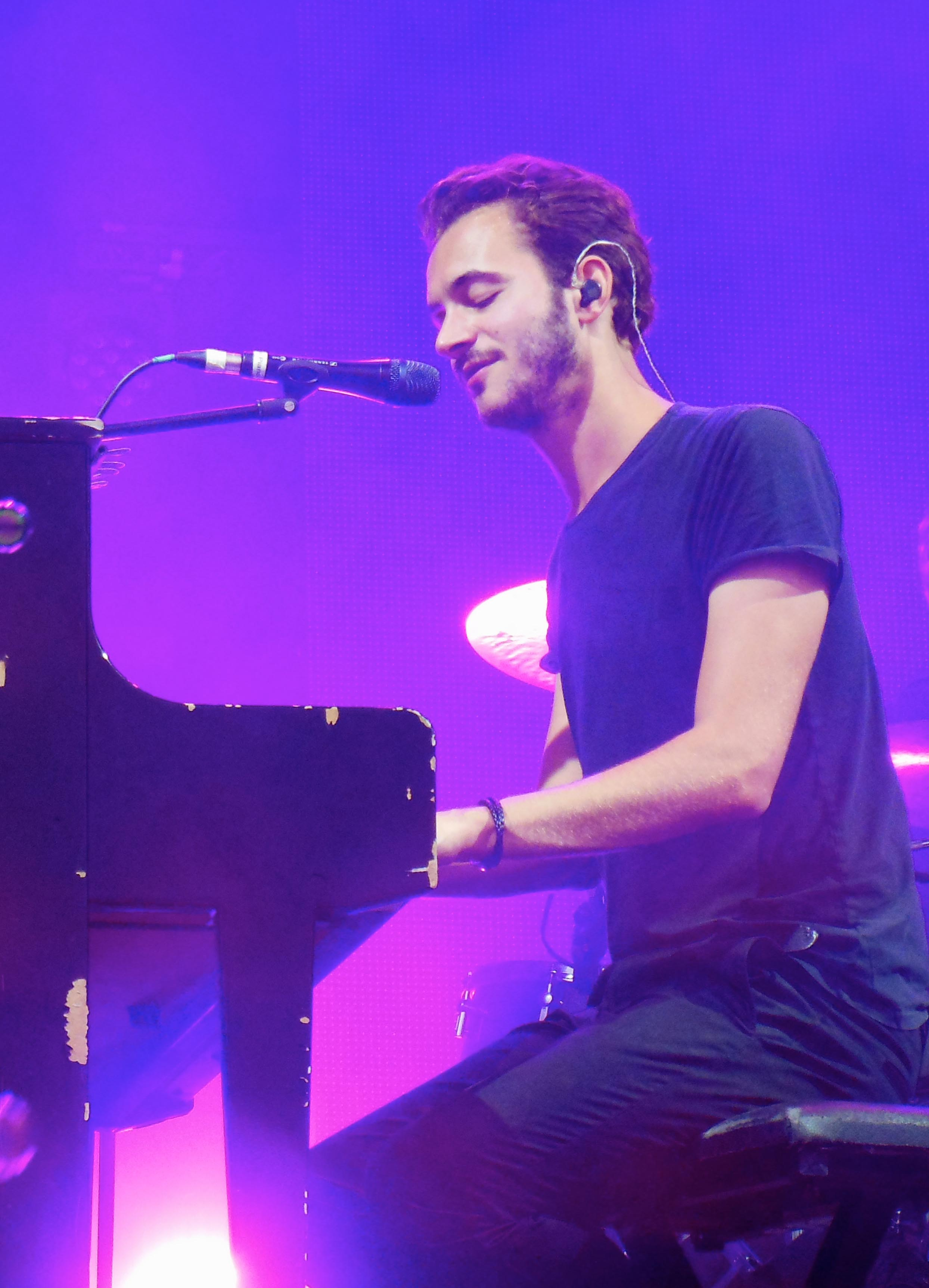
Tom Smith (Serengeti Festival ’14)

Bei Liveauftritten fällt Tom Smith durch ausladende Gestik auf, seine Bühnenpräsenz wird verglichen mit Ian Curtis von Joy Division, Dave Gahan von Depeche Mode oder Bono von U2. Jürgen Pelzin schrieb in der WAZ: „Die Bariton-Stimme von Tom Smith bleibt einzigartig in ihrer Kunst, Zuhörer niederzuringen.“ Smiths Melodien und Texte gelten allgemein als melancholisch bis düster. Obwohl durchaus persönliche Gedanken in die Kompositionen einfließen würden, betont Smith regelmäßig, seien seine Texte nicht als biographische Tagebucheinträge zu verstehen. Seit Neuformierung der Editors in dem Album The Weight of Your Love (2013) schreibe er aber vermehrt über das Thema Liebe, an das er sich vorher nicht herangetraut habe. In den Plattenrezensionen gab es dafür teils harsche Kritik, so formuliert etwa Jan Kühnemund im Musikblog auf Zeit Online: „[Bestimmt] einhundertvierundzwanzig Mal bellt, ruft, klagt und wispert [Tom Smith] von love, und beinahe nie mag man das als Liebe übersetzen, vielmehr als Krieg, Naivität, Niedertracht. Das geht dem Hörer spätestens nach dem sechzehnten love gehörig auf den Keks.“ Demgegenüber heißt es im Online-Musikmagazin Whiskey Soda: „Die größten Momente […] manifestieren sich […] in Augenblicken lyrisch zugespitzter Emotionalität, denen mit ansprechenden Motiven zur Geltung verholfen wird.“ Zum sechsten Album VI OLENCE (2018) spricht Kai Butterweck auf laut.de von „in Musik gegossene[r] Kälte“ und Marcel Anders vom Deutschlandfunk beschreibt „Texte, die den Zeitgeist reflektieren — eine Welt voller Angst, Hass und Unsicherheit, die für Lethargie, Verdruss und die Suche nach familiärer, zwischenmenschlicher Geborgenheit sorgt.“

## Sonstiges
2011 lief Tom Smith mit Bandkollege Russell Leetch den London-Marathon (42,195 km in 4 Stunden, 15 Minuten) zugunsten der Wohltätigkeitsorganisation Oxfam. Sie sammelten damit Spenden in Höhe von 5.465 Britischen Pfund. 2013 beteiligte er sich als Sprecher an der Aktion „Xfm's Fund for War Child“.